# 범인은 너다
"범인은 너다"는 한국에서 제작된 이종기 감독의 1963년 영화이다. 김석훈 등이 주연으로 출연하였고 이봉영 등이 제작에 참여하였다.

## 출연

### 주연
- 김석훈
- 방성자
- 최남현

## 기타
- 조명: 이인식
- 미술: 홍성칠